# Marta Temido
Marta Alexandra Fartura Braga Temido de Almeida Simões (ur. 2 marca 1974 w Coimbrze) – portugalska menedżer służby zdrowia i nauczyciel akademicki, w latach 2018–2022 minister zdrowia, posłanka do Parlamentu Europejskiego X kadencji.

## Życiorys
Absolwentka prawa na Uniwersytecie w Coimbrze (1997), w 2000 ukończyła studia podyplomowe z zakresu zarządzania szpitalami na Universidade Nova de Lisboa. Na macierzystej uczelni w Coimbrze w 2008 uzyskała magisterium z zarządzania w służbie zdrowia. Na Universidade Nova de Lisboa doktoryzowała się w 2015.
Zawodowo związana z zarządzaniem szpitalami, od 2000 powoływana na stanowiska menedżerskie w różnych placówkach służby zdrowia. Podjęła również pracę jako nauczyciel akademicki na Uniwersytecie w Coimbrze. Później została zastępczynią dyrektora instytutu higieny i medycyny tropikalnej na Universidade Nova de Lisboa. Od 2016 do 2017 przewodniczyła radzie dyrektorów w Administração Central do Sistema de Saúde, centralnej administracji systemu zdrowia.
W październiku 2018 objęła urząd ministra zdrowia w rządzie Antónia Costy. W październiku 2019 pozostała ministrem zdrowia w drugim gabinecie dotychczasowego premiera. Utrzymała tę funkcję również w powołanym w marcu 2022 trzecim rządzie Antónia Costy. W sierpniu 2022 podała się do dymisji z zajmowanego stanowiska, kończąc urzędowanie w następnym miesiącu.
W 2019, 2022 i 2024 z ramienia Partii Socjalistycznej uzyskiwała mandat posłanki do Zgromadzenia Republiki. Przystąpiła do jego wykonywania po odejściu z rządu w 2022. W 2024 została wybrana w skład Europarlamentu X kadencji.